# Замок Фрамлингем

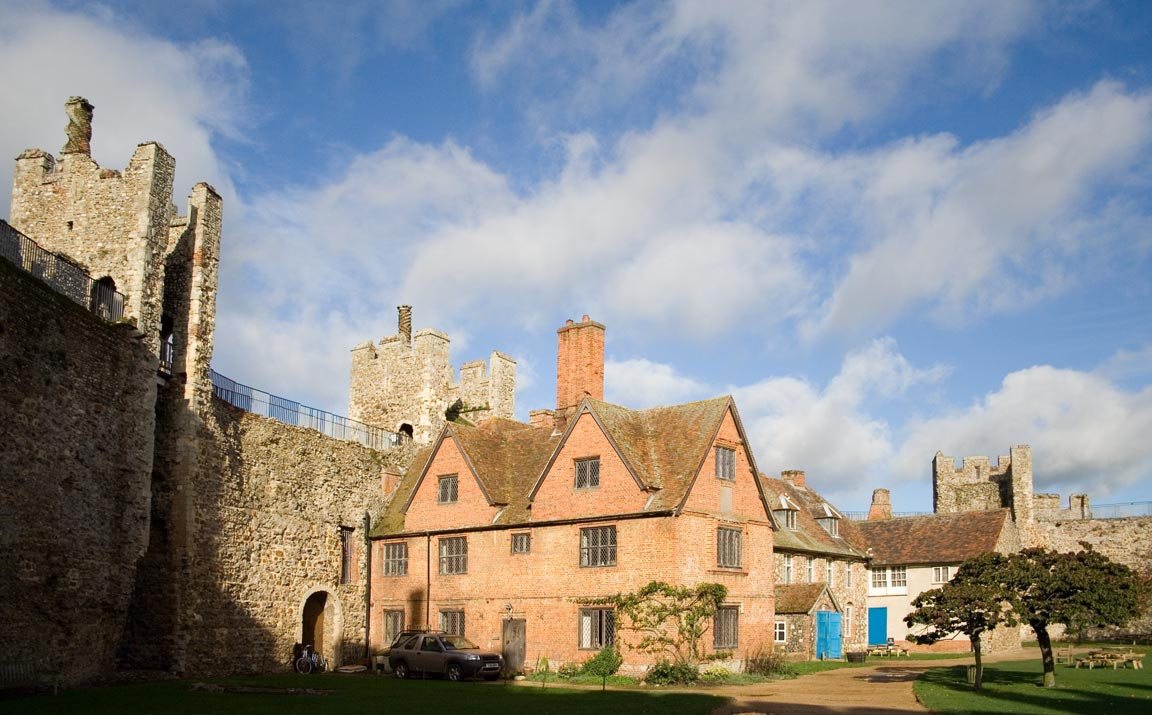
Внутренний двор за стеной замка Фрамлингем

Замок Фрамлингем (англ. Framlingham) — исторически ценный замок в торговом городе Фрамлингем в графстве Саффолк, Англия. Так же, как много других зданий в Саффолке, главная стена замка облицована кремнем. Особенность замка в том, что в нём нет донжона или центральной крепости, что нехарактерно для замков того времени. Вместо этого имеется хорошо укреплённая стена-перегородка, защищенная несколькими башнями, которые окружены жилыми постройками.

## История
Замок был основан предположительно королём Редвальдом, который правил между 599 и 624 годами. Затем замок принадлежал Эдмунду — одному из саксонских монархов Восточной Англии.
Позже в течение 50 лет замок принадлежал датчанам, которые подчинили саксов. Вильгельм I Завоеватель и его сын Вильгельм Рыжий удерживали замок в своём владении, но Генрих I подарил его Роджеру Биго, 2-му графу Норфолка. Замок стал резиденцией графов (а позже — герцогов) Норфолкских. После пресечения рода Биго замок перешёл к Эдуарду I. Эдуард II передал замок своему единокровному брату Томасу Плантагенету, графу Норфолку. Несколько веков спустя замок стал одной из самых известных резиденций Марии Тюдор.
Перешёл парламенту в 1913 году, в настоящее время управляется организацией «English Heritage».